# Sean-Nós Nua
Sean-Nós Nua é o sexto álbum de estúdio da cantora Sinéad O'Connor, lançado a 8 de Outubro de 2002.
| Críticas profissionais                                                      | Críticas profissionais |
| Avaliações da crítica                                                       | Avaliações da crítica  |
| Fonte                                                                       | Avaliação              |
| --------------------------------------------------------------------------- | ---------------------- |
| allmusic                                                                    | [ 1 ]                  |
| Rolling Stone                                                               | [ 2 ]                  |
| Andrew Lynch                                                                | [ 3 ]                  |
| Esta tabela precisa de ser acompanhada por texto em prosa. Consulte o guia. |                        |

## Faixas
1. "Peggy Gordon" – 5:45
2. "Her Mantle So Green" – 5:42
3. "Lord Franklin" – 5:05
4. "The Singing Bird" – 4:34
5. "Óró Sé Do Bheatha 'Bhaile" – 3:25
6. "Molly Malone" – 3:38
7. "Paddy's Lament" – 5:30
8. "The Moorlough Shore" – 5:30
9. "The Parting Glass" – 4:36
10. "Báidín Fheilimí" – 3:27
11. "My Lagan Love" – 4:48
12. "Lord Baker" (com Christy Moore) – 11:44
13. "I'll Tell Me Ma" - 2:21
14. "Spanish Lady" (Faixa bónus no Japão) - 3:41

## Tabelas
Álbum
| Tabela (2002)          | Posição |
| ---------------------- | ------- |
| Billboard 200          | 139     |
| Top Independent Albums | 6       |
| Top Internet Albums    | 139     |
| Top World Music Albums | 1       |

## Créditos
- Sinéad O'Connor - Vocal
- Dónal Lunny - Guitarra acústica, teclados
- Steve Wickham - Violino, bandolim, banjo
- Sharon Shannon - Acordeão
- Alan Branch - Percussão
- Nick Coplowe - Órgão Hammond
- Pete Lockett - Percussão
- Cora Venus Lunny - Violino
- Skip McDonald - Guitarra elétrica
- Christy Moore - Vocal
- Rob O Geibheannaigh - Flauta, piano, banjo
- Carlton "Bubblers" Ogilvie - Bateria, baixo, piano
- Bernard O'Neill - Baixo